# Барс (пушка)
Барс — старинное русское именное артиллерийское орудие (медная пищаль), отлитая в 1576-77 гг. артиллерийским мастером Андреем Чоховым.

## История создания
Во второй половине 1570-х годов царь Иван Грозный вёл активную подготовку к походу в Ливонию, который должен был стать переломным моментом в длительной Ливонской войне. Так как предполагалось брать множество каменных замков и городов, царь указал увеличить число осадных орудий. Одним из таких орудий стала пищаль «Барс». Орудие было отлито известным пушечным мастером Андреем Чоховым.

## Описание
Орудие представляло собой бронзовую пушку Диаметр ствола составляет 145—148 мм. Вес ядра составлял 12 фунтов. Надписи на казённой части орудия: «Божиею милостию повелением государя царя и великого князя Ивана Васильевича всея Русии» «Зделана сия пищаль барс в лето 7086 году, делал Ондреи Чохов». На дульной части ближе к дельфинам и цапфам располагался орнаментальный пояс из растительных мотивов, с правой стороны располагалась вылитая фигурка барса с надписью «барс»..

## Боевое применение
Несмотря на то, что пищаль могла быть готова уже в 1576 году нет сведений о её применений ни при осаде Ревеля в 1577 году, ни в Ливонском походе 1577-78 гг. Тем не менее к 1581 году пищаль находилась в Пскове, что может свидетельствовать о том, что «Барс» либо применялся, либо готовился к применению в Ливонии.
В Пскове орудие находилось в период обороны от войск Стефана Батория и сыграло в этой обороне важную роль. «Барс» возможно был одной из самых крупных и дальнобойных орудий крепости и с самого начала осады доставлял много проблем польско-литовской армии, благодаря своей дальнобойности.
8 сентября 1581 года войска противника пошли на генеральный штурм, входе которого им удалось захватить угловую Покровскую и соседнюю с ней Свинузскую башни крепости. Сложилась критическая ситуация. Одним из переломный моментов штурма стал выстрел (или выстрелы) пушки «Барс» по захваченной башне. В «Повести о приходе Батория под град Псков» этот эпизод описан так: «многие литовские воины вскочили на стену града Пскова, а многие ротмистры и гайдуки со своими знаменами заняли Покровскую и Свиную башни и из-за щитков своих и из бойниц в город по христианскому войску беспрестанно стреляли… С Похвальского раската из огромной пищали „Барс“ ударили по Свиной башне, и не промахнулись, и множество воинов литовских в башне побили».
Следующим эпизодом применения пищали стала осада Нарвы 1590 года. По-видимому «Барс» открыл огонь по крепости в тот же день, что и остальные орудия — 5 марта. Сведений о точном расположении пищали нет. Огонь батареи тяжелых осадных орудий сделал большие проломы в стенах крепости, однако штурм 19 февраля был неудачен, а 25 февраля было заключено временное перемирие..
После его окончания большая часть осадного парка была оставлена в крепостях Северо-Запада, где их застало Смутное время. «Барс» был оставлен в Ивангороде и неоднократно открывал огонь по интервентам в период многочисленных осад крепости. Русские пушки успешно обстреливали и шведскую Нарву, пользуясь преимуществом в дальнобойности. Всего в арсенале крепости было минимум 5 крупных пищалей, оставленных после Нарвского похода 1590 года.
Летом 1612 года Ивангород вновь был осаждён крупной армией под командованием генерала Эверта Горна. На этот раз шведы подтянули к крепости сильную осадную артиллерию из более 30 средний и крупных орудий. Но даже здесь русские пушки успешно выдерживали артиллерийскую дуэль. По свидетельству Ю. Видекинда: «Ни один замок в ту войну, конечно, не оказал столь упорного сопротивления и не потребовал таких потерь и такого пролития крови … Ведь ивангородцы и наш лагерь ежедневно тревожили вылазками, и противоположную крепость громили с башен и вала непрерывной пушечной пальбой (непрерывно стреляли по Нарве, где находились наши), причиняя серьёзные разрушения каменным постройкам и насмерть раня множество наших … и только тогда непрерывный обстрел огневыми ядрами и ужасный голод … до того истомили ивангородцев, что 3 декабря они вынуждены были отдаться во власть победителя. Горн нашел там большой запас пушек, ядер и пороху, но вовсе не нашел хлеба»..
Хотя по условиям Столбовского мира 1617 года шведы были обязаны вернуть захваченную артиллерию, но не выполнили этот пункт. Пищаль «Барс» была доставлена в Швецию где находилась до 1730-х гг., когда была переплавлена. Незадолго до переплавки пушка была зарисовано Я. Теллотом, благодаря чему известно, как она выглядела.